# Tonga en los Juegos Olímpicos de Seúl 1988
Tonga estuvo representada en los Juegos Olímpicos de Seúl 1988 por cinco deportistas, cuatro hombres y una mujer, que compitieron en dos deportes.
La portadora de la bandera en la ceremonia de apertura fue la atleta Siololovau Ikavuka. El equipo olímpico tongano no obtuvo ninguna medalla en estos Juegos.